# Roadrunner: New Light, New Machine
Roadrunner: New Light, New Machine è il sesto album in studio del gruppo musicale statunitense Brockhampton, pubblicato nel 2021.

## Tracce
1. Buzzcut (featuring Danny Brown) – 3:21
2. Chain On (featuring JPEGMafia) – 3:21
3. Count On Me – 2:35
4. Bankroll (featuring A$AP Rocky & A$AP Ferg) – 3:22
5. The Light – 3:42
6. Windows (featuring SoGone SoFlexy) – 6:11
7. I'll Take You On (featuring Charlie Wilson) – 4:14
8. Old News (featuring Baird) – 3:13
9. What's the Occasion? – 3:45
10. When I Ball – 3:23
11. Don’t Shoot Up the Party – 3:07
12. Dear Lord – 2:02
13. The Light Pt. II – 4:18

Tracce Bonus Edizione fisica
1. Roberto's Interlude – 0:53
2. Jeremiah – 2:59
3. Sex – 3:36
4. Pressure / Bow Wow (featuring SSGKobe) – 2:45

## Samples
- Chain On contiene sample da September Romance Intro di Isaac Hayes, C.R.E.A.M. del Wu-Tang Clan e As Long as I Have You dei Charmels.
- Windows contiene estratti e un sample di It's Me Who Loves You, brano dei Crown Heights Affair, estratti di In the Struggle interpretata da Reborn Soldiers, e di Em3, interpretata da Lord Apex.
- Old News contiene estratti di Keep Your Faith to the Sky, interpretata da Willie Scott & the Birmingham Spirituals.
- The Light Pt. II contiene estratti di Hace casi 2000 años, canzone interpretata da Color Humano.